# Revoluções coloridas
As revoluções coloridas foram uma série de protestos, muitas vezes não violentos, e as mudanças de governo e sociedade que os acompanharam (tentadas ou bem-sucedidas) que ocorreram em estados pós-soviéticos (particularmente Geórgia, Ucrânia e Quirguistão) e na República Federal da Iugoslávia durante o início do século XXI. O objetivo das revoluções coloridas era estabelecer democracias liberais ao estilo ocidental. Elas foram desencadeadas principalmente por resultados eleitorais amplamente considerados falsificados. As revoluções coloridas foram marcadas pelo uso da Internet como método de comunicação, bem como por um forte papel das organizações não governamentais nos protestos.
Alguns desses movimentos tiveram sucesso em seu objetivo de remover o governo, como a Revolução das Bulldozers da República Federal da Iugoslávia (2000), Revolução das Rosas da Geórgia (2003), Revolução Laranja da Ucrânia (2004), Revolução das Tulipas do Quirguistão (2005) e a Revolução de Veludo da Armênia (2018). Eles foram descritos pelos cientistas políticos Valerie Jane Bunce e Seva Gunitsky como uma "onda de democracia", entre as Revoluções de 1989 e a Primavera Árabe de 2010-2012.
Rússia, China e o Irã acusaram o mundo ocidental de orquestrar revoluções coloridas para expandir a sua influência.

## Contexto

### Movimentos estudantis
O primeiro movimento estudantil foi o Otpor! ('Resistência!') na República Federal da Iugoslávia, fundada na Universidade de Belgrado em outubro de 1998 e começou a protestar contra o presidente Slobodan Miloševic durante a Guerra do Kosovo. A maioria deles já eram veteranos de manifestações anti-Milošević, como os protestos de 1996-97 e o protesto de 9 de março de 1991. Muitos dos seus membros foram presos ou espancados pela polícia. Apesar disso, durante a campanha presidencial em setembro de 2000, o Otpor! lançou a sua campanha Gotov je (Ele acabou) que galvanizou o descontentamento sérvio com Milošević e resultou na sua derrota.
Membros do Otpor! inspiraram e treinaram membros de movimentos estudantis relacionados, incluindo Kmara na Geórgia, PORA na Ucrânia, Zubr na Bielorrússia e MJAFT! na Albânia. Esses grupos têm sido explícitos e escrupulosos na sua resistência não violenta, como defendido e explicado nos escritos de Gene Sharp.

## Protestos bem-sucedidos

### Sérvia

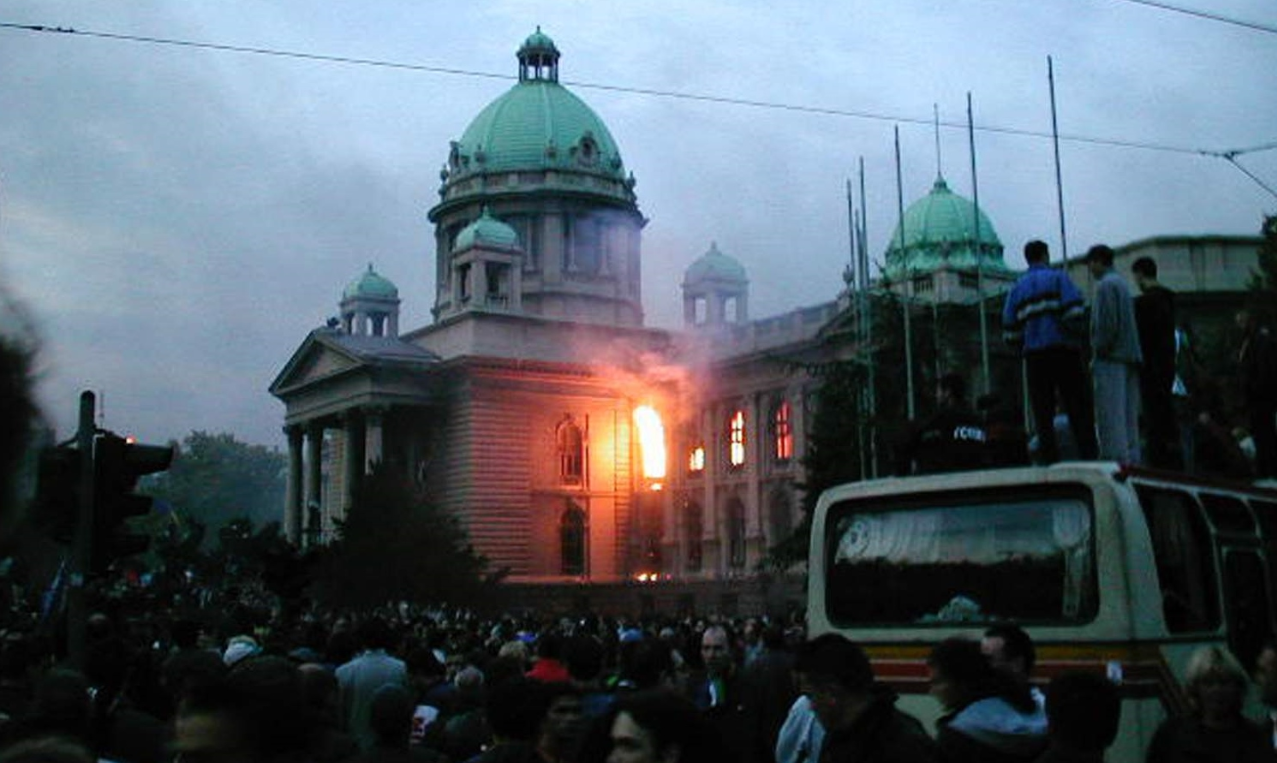
A Casa da Assembleia Nacional queimando durante a Revolução das Bulldozers de 2000

Nas eleições gerais iugoslavas de 2000, ativistas que se opunham ao governo de Milošević criaram uma oposição unificada e se envolveram em mobilização cívica por meio de campanhas de mobilização eleitoral. No entanto, os resultados das eleições foram contestados com a Comissão Eleitoral Federal a anunciar que o candidato da oposição Vojislav Koštunica não tinha obtido a maioria absoluta necessária para evitar uma segunda volta, apesar de algumas fontes políticas acreditarem que ele tinha obtido quase 55% dos votos. As discrepâncias nos totais de votos e a incineração de documentos eleitorais pelas autoridades levaram a aliança da oposição a acusar o governo de fraude eleitoral.
Protestos eclodiram em Belgrado, culminando na derrubada de Slobodan Milošević. As manifestações foram apoiadas pelo movimento jovem Otpor!, alguns dos quais mais tarde se envolveram em revoluções em outros países. Essas manifestações são geralmente consideradas o primeiro exemplo das revoluções pacíficas que se seguiram nos antigos estados soviéticos. Apesar dos manifestantes em todo o país não adotarem uma cor ou um símbolo específico, o slogan "Gotov je" (em sérvio:  Готов је) se tornou um símbolo definidor em retrospecto, celebrando o sucesso dos protestos. Os protestos ficaram conhecidos como a Revolução das Bulldozers devido ao uso de uma carregadeira de rodas que os manifestantes dirigiram contra o prédio usado pela Rádio Televisão da Sérvia, que era o principal braço de transmissão do governo de Milošević.

### Geórgia
A Revolução Rosa ou Revolução das Rosas (em georgiano: ვარდების რევოლუცია, romanizado: vardebis revolutsia) foi uma mudança de poder não violenta que ocorreu na Geórgia em novembro de 2003. O evento foi provocado por protestos generalizados sobre as disputadas eleições parlamentares e culminou na renúncia do presidente Eduard Shevardnadze, que marcou o fim da liderança da era soviética no país. A revolução deriva seu nome do momento climático, quando manifestantes liderados por Mikheil Saakashvili invadiram a sessão do Parlamento com rosas vermelhas nas mãos.

#### Adjara
A Crise de Adjara (em georgiano: აჭარის კრიზისი, romanizado: ach'aris k'rizisi), também conhecida como Revolução Adjariana ou Segunda Revolução Rosa, foi uma crise política nas autoridades da República Autônoma de Adjara, na Geórgia, após a deposição do presidente Eduard Shevardnadze durante a Revolução Rosa de novembro de 2003. A crise ameaçou se transformar em um confronto militar, pois ambos os lados mobilizaram suas forças na fronteira interna. No entanto, o governo pós-revolucionário da Geórgia, do presidente Mikheil Saakashvili, conseguiu evitar derramamento de sangue e, com a ajuda da oposição de Adjaran, reafirmou sua supremacia. Abashidze deixou a região no exílio em maio de 2004 e foi sucedido por Levan Varshalomidze.

### Ucrânia
A Revolução Laranja (em ucraniano: Помаранчева революція, romanizado: Pomarancheva revoliutsiia) foi uma série de protestos que levaram à agitação política na Ucrânia do final de novembro de 2004 a janeiro de 2005. Ganhou força principalmente devido à iniciativa da população em geral, desencadeada pelas consequências do segundo turno das eleições presidenciais ucranianas de 2004, que foi considerado marcado por corrupção maciça, intimidação de eleitores e fraude eleitoral. Kiev, a capital ucraniana, foi o ponto focal da campanha de resistência civil do movimento, com milhares de manifestantes se manifestando diariamente. Em todo o país, isso foi destacado por uma série de atos de desobediência civil, protestos e greves gerais organizados pelo movimento de oposição.

### Quirguistão (2005)
A Revolução das Tulipas, também conhecida como a Primeira Revolução Quirguiz, levou à queda do poder do então presidente do Quirguistão, Askar Akayev. A revolução começou após as eleições parlamentares em 27 de fevereiro e 13 de março de 2005. Os revolucionários alegaram corrupção e autoritarismo por parte de Akayev, sua família e apoiadores. Akayev fugiu para o Cazaquistão e depois para a Rússia. Em 4 de abril de 2005, na embaixada quirguiz em Moscou, Akayev assinou sua declaração de renúncia na presença de uma delegação parlamentar quirguiz. A renúncia foi ratificada pelo parlamento interino quirguiz em 11 de abril de 2005.

### Moldávia

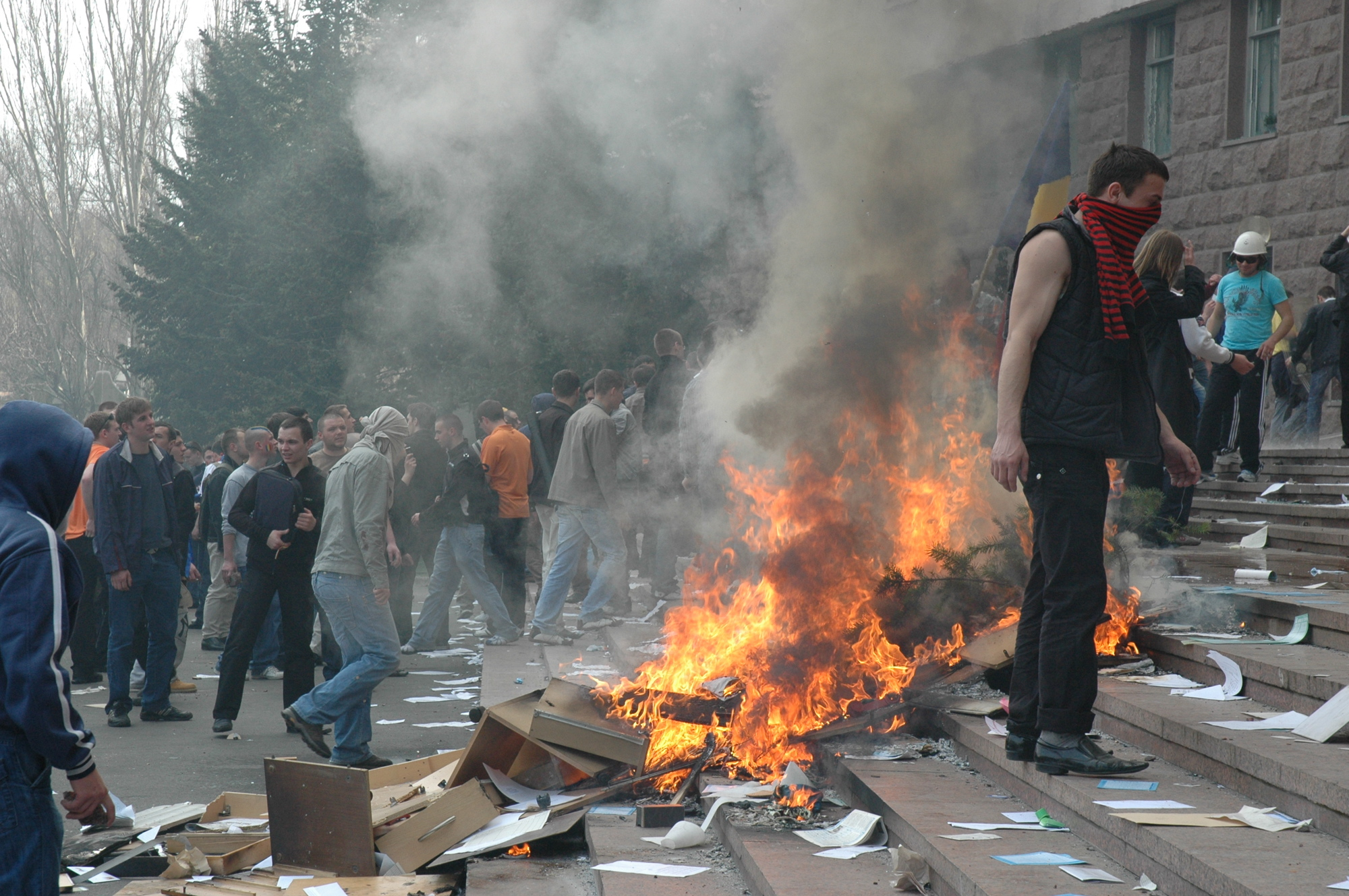
Manifestantes em Chișinău durante os protestos eleitorais parlamentares da Moldávia em abril de 2009

Houve agitação civil, descrita por alguns como uma revolução, em toda a Moldávia após as eleições parlamentares de 2009, devido à afirmação da oposição de que os comunistas tinham manipulado as eleições. Na preparação para as eleições, houve um preconceito avassalador pró-comunista nos meios de comunicação social e a composição dos registos eleitorais foi sujeita a escrutínio. Os observadores eleitorais europeus concluíram que houve “influência administrativa indevida” nas eleições. Também houve raiva do presidente Vladimir Voronin, que concordou em renunciar conforme os limites de mandato exigidos pela constituição, mas que então disse que manteria um papel fundamental na política, levando a temores de que não haveria uma mudança real no poder. As opiniões e acções da elite política formada pelos soviéticos e de língua russa contrastavam com as da maioria da população do país como um todo, que favorecia uma direcção mais pró-europeia. Também fundamental para o contexto foi a questão das relações com a Roménia, da qual a Moldávia tinha sido separada após a ocupação russa ao abrigo do Pacto Nazi-Soviético de 1939. As exigências de relações mais estreitas com a Roménia aumentaram devido à adesão da Roménia à UE, contrastando com a estagnação económica e o fracasso da Moldávia. Sob o regime comunista, a Moldávia tinha o estatuto de país mais pobre da Europa, e as agências internacionais criticaram o governo por não combater a corrupção e por limitar a liberdade de imprensa.
O governo tentou desacreditar os protestos alegando envolvimento estrangeiro da Roménia, mas existiam poucas provas que sugerissem que esse fosse o caso. Entre 10.000 e 15.000 pessoas juntaram-se aos protestos nos dias 6 e 7 de abril de 2009 na capital Chișinău. Alguns dos cânticos ouvidos pelos manifestantes foram "Queremos a Europa", "Somos romenos" e "Abaixo o comunismo". Com as redes sociais a desempenharem um papel na organização dos protestos, a Internet foi cortada na capital pelo governo, e o presidente Voronin declarou que os manifestantes eram "fascistas intoxicados pelo ódio". A reação de Voronin aos protestos foi alvo de críticas; ele utilizou a polícia secreta, supervisionou prisões em massa, fechou as fronteiras do país e censurou a mídia, levando a comparações com os métodos stalinistas de repressão comunista. A Anistia Internacional e a BBC relataram numerosos casos de tortura, maus-tratos e brutalidade contra manifestantes. A Rússia apoiou e apoiou o governo comunista moldavo no poder. O único líder estrangeiro a felicitar Voronin e a Moldávia após as eleições disputadas foi o presidente russo Dmitry Medvedev. Os analistas observaram que os protestos pareciam ser espontâneos e que, em parte, tiveram origem na insatisfação dos manifestantes com a crescente conformidade do governo com a Rússia.
Uma das principais reivindicações dos protestos foi alcançada quando uma recontagem de votos na eleição foi aceita e ordenada pelo presidente Voronin. Depois, em Julho de 2009, realizaram-se novas eleições nas quais os partidos da oposição obtiveram uma ligeira maioria dos votos, o que foi visto como um sucesso decisivo para os quatro partidos pró-ocidentais e pró-europeus. Um dos factores que se acredita terem levado à vitória da oposição foi a raiva pela forma como o governo comunista lidou com os protestos de Abril. O vice-líder do Partido Liberal da oposição declarou que “a democracia venceu”.

### Armênia
A Revolução Armênia de 2018, mais comumente conhecida na Armênia como #MerzhirSerzhin (armênio: #ՄերժիրՍերժին, que significa "#RejectSerzh"), foi uma série de protestos antigovernamentais na Armênia de abril a maio de 2018, organizados por vários grupos políticos e civis liderados por um membro do parlamento armênio — Nikol Pashinyan (chefe do partido Contrato Civil). Protestos e-3-as ocorreram inicialmente em resposta ao terceiro mandato consecutivo de Serzh Sargsyan como a figura mais poderosa no governo da Armênia, posteriormente se ampliando contra o Partido Republicano no poder desde 1999.
Polônia
Os protestos poloneses de 2023 foram manifestações em grande escala contra o suposto autoritarismo do governo polonês, lideradas pelo Lei e Justiça. A principal causa dos protestos foi uma lei controversa, apelidada de "Lex Tusk", que teoricamente poderia impedir o então líder da oposição polonesa, Donald Tusk, de concorrer nas eleições parlamentares daquele ano. Os comícios atraíram enormes multidões, ultrapassando mesmo um milhão em Varsóvia, no dia 1 de Outubro de 2023. O partido Lei e Justiça perdeu a eleição daquele ano e, portanto, perdeu poder. Os protestos foram comparados ao Euromaidan ucraniano.

## Protestos sem sucesso

### Bielorrússia

#### Revolução Jeans

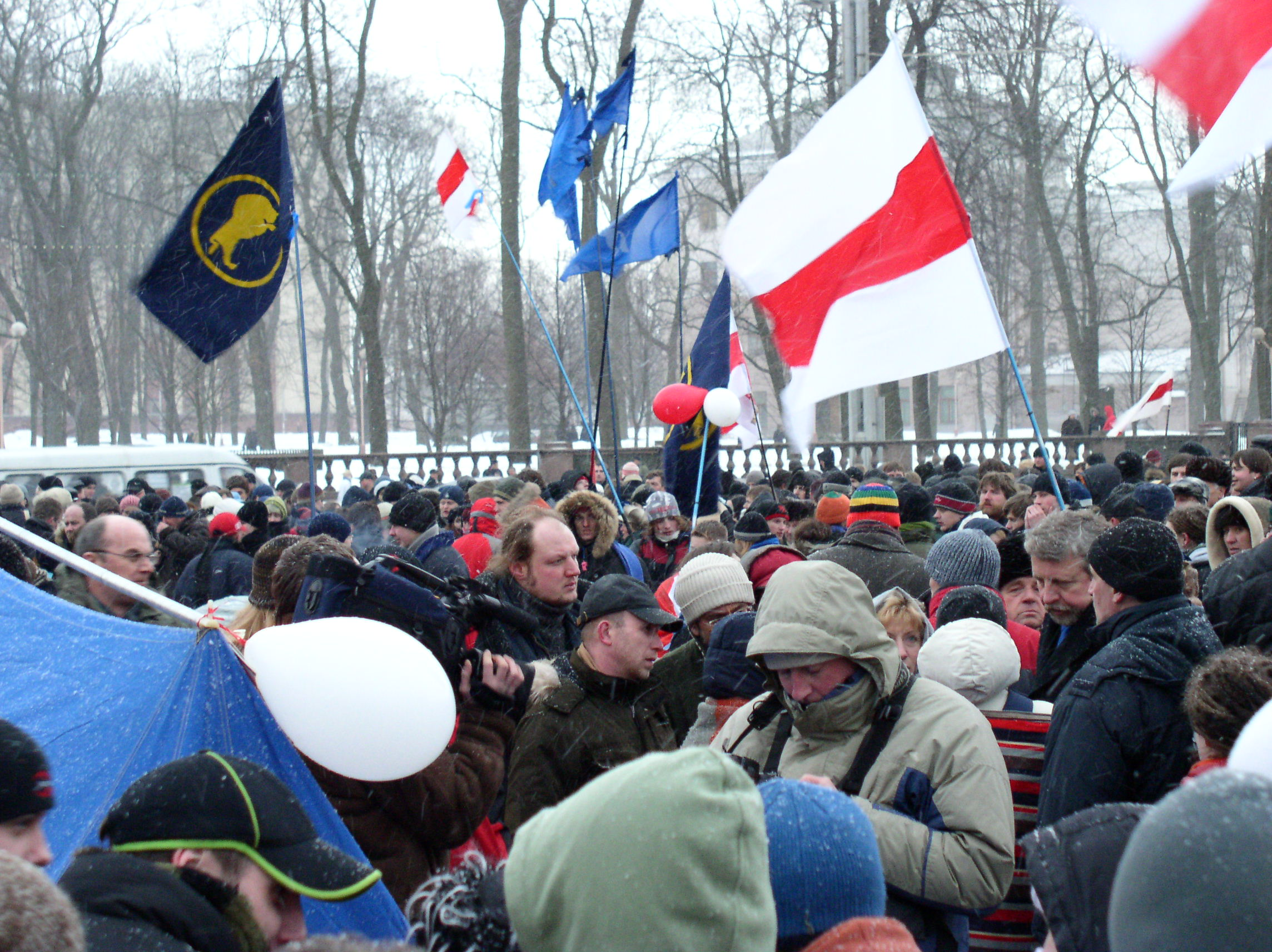
Bielorrussos protestando contra os resultados das eleições presidenciais bielorrussas de 2006 em Minsk durante a Revolução dos Jeans

Em Março de 2006, o presidente autoritário e pró-Rússia Alexander Lukashenko governou a Bielorrússia durante doze anos e pretendia um terceiro mandato depois de os limites de mandato terem sido cancelados por um referendo duvidoso em 2004, que foi considerado não ser livre nem justo a nível internacional. Lukashenko enfrentou críticas internacionais generalizadas por esmagar a dissidência, negligenciar os direitos humanos e restringir a sociedade civil.
O principal adversário de Lukashenko nas eleições foi Alexander Milinkevich, que defendia os valores democráticos liberais e que era apoiado por uma coligação dos principais partidos da oposição. Observadores internacionais notaram intimidação e assédio de manifestantes da oposição, incluindo Milinkevich, durante a campanha, e a polícia interrompeu as suas reuniões eleitorais em inúmeras ocasiões, ao mesmo tempo que detinha os seus agentes eleitorais e confiscava o seu material de campanha. Outro candidato da oposição, Alyaksandr Kazulin, foi espancado pela polícia e detido durante várias horas, o que provocou indignação internacional. A totalidade dos meios de comunicação social da Bielorrússia era controlada pelo governo de Lukashenko e os candidatos da oposição não tinham acesso a eles nem representação neles. Na véspera da votação, o regime de Lukashenko expulsou vários observadores eleitorais estrangeiros, impedindo-os de supervisionar os padrões da votação. O regime também limitou ainda mais as liberdades dos jornalistas independentes e estrangeiros, tendo os analistas notado que Lukashenko estava a tentar impedir uma repetição das revoltas populares que tinham derrubado governos autoritários nas revoluções coloridas da Geórgia e da Ucrânia. Tal como aconteceu anteriormente, a Rússia apoiou geralmente as autoridades autoritárias da Bielorrússia, com alguns altos funcionários russos a declararem abertamente o seu desejo de uma vitória de Lukashenko. Os analistas notaram que o objetivo da Rússia era evitar mais revoluções coloridas ao estilo da Geórgia ou da Ucrânia, e que a Rússia desejava manter Lukashenko no poder para impedir que a Bielorrússia se voltasse para o Ocidente.
O próprio Lukashenko mais tarde aparentemente admitiu que a eleição de 2006 foi fraudada, sendo citado na mídia bielorrussa dizendo: "as últimas eleições presidenciais foram fraudadas; eu já disse isso aos ocidentais. [...] 93,5% votaram no presidente Lukashenko [sic]. Eles disseram que não é um número europeu. Fizemos 86. Isso realmente aconteceu. E se [alguém] começar a recontar os votos, não sei o que fazer com eles. Antes das eleições, eles nos disseram que se mostrássemos os números europeus, nossas eleições seriam aceitas. Estávamos planejando fazer os números europeus. Mas, como você pode ver, isso também não ajudou."

#### Eleições presidenciais bielorrussas de 2020
Após a eleição presidencial bielorrussa de 2020, houve outra onda de protestos em massa para desafiar a autoridade de Lukashenko. Os protestos começaram alegando fraude depois que o atual presidente Alexander Lukashenko foi reeleito. A principal candidata da oposição, Sviatlana Tsikhanouskaya, declarou-se vencedora, dizendo que venceu por uma grande margem. Ela então criou o “Conselho de Coordenação”, que foi reconhecido como o governo interino legítimo pelo Parlamento Europeu. Em Dezembro de 2020, alguns meios de comunicação social afirmaram que a revolução falhou e que Lukashenko conseguiu evitar uma repetição do Euromaidan.

### Rússia
Em Setembro de 2011, o presidente russo Dmitry Medvedev, que governou durante quatro anos numa direcção mais liberal do que o seu antecessor Vladimir Putin, declarou que Putin concorreria novamente nas próximas eleições presidenciais. Putin já tinha tido de demitir-se e dar lugar a Medvedev para se tornar presidente em 2008 devido a limitações nos mandatos presidenciais consecutivos, mas os planos para o seu regresso foram agora tornados públicos. No entanto, muitos russos pareceram achar descarado e desagradável o movimento coreografado para permitir que Medvedev e Putin simplesmente trocassem de posições. Em Novembro, Putin sofreu uma humilhação notável quando foi vaiado ruidosamente pela multidão de 20.000 pessoas quando assistia e discursava num combate público e televisionado, o que indicava que havia oposição ao seu regresso à presidência. A TV estatal editou as vaias para esconder a oposição a ele, mas os vídeos delas rapidamente se espalharam online. Depois, o partido no poder de Putin foi declarado vencedor das eleições parlamentares, apesar de acusações bem documentadas e de provas de fraude. Estimativas independentes mostraram que mais de um milhão de votos podem ter sido alterados. A crença de que as eleições tinham sido fraudadas levou ao início de protestos em massa. A televisão estatal ignorou propositadamente os protestos, mesmo depois de mais de 1.000 detenções e dos principais organizadores terem sido alvos.
Os protestos começaram em 4 de dezembro de 2011 na capital russa, Moscou, contra os resultados das eleições, levando à prisão de mais de 500 pessoas. Em 10 de dezembro, protestos eclodiram em dezenas de cidades pelo país; alguns meses depois, eles se espalharam para centenas, tanto dentro do país quanto no exterior. Os protestos foram descritos como "Revolução da Neve". Ela deriva de dezembro — o mês em que a revolução começou — e das fitas brancas que os manifestantes usavam. O foco dos protestos foi o partido no poder, Rússia Unida, e Putin.
Os protestos intensificaram-se depois de Putin ter vencido duvidosamente as eleições presidenciais russas de 2012 por uma margem absurda. Foram descobertas imagens de vídeo que mostram exemplos de fraude eleitoral, como um indivíduo que introduzia secreta e repetidamente boletins de voto numa máquina de votação. Num comício de vitória realizado em circunstâncias suspeitas, apenas alguns minutos após o encerramento das urnas e antes mesmo da contagem dos votos estar concluída, Putin foi visto a demonstrar emoção e aparentemente a chorar quando foi abruptamente declarado vencedor. Com o pano de fundo dos protestos em massa, Putin iniciou seu terceiro mandato em circunstâncias caóticas; ele respondeu tornando-se marcadamente mais autoritário e logo reduziu ainda mais os direitos humanos e as liberdades civis. Na época, foi observado que era possível que ele governasse até 2024, quando o próximo limite de mandato consecutivo entraria em vigor, mas, na verdade, a constituição foi alterada em 2020 em circunstâncias controversas, o que lhe permitiu governar até 2036 sem ter que renunciar novamente, como aconteceu em 2008-2012.
Boris Nemtsov, um dos líderes do movimento de protesto, foi posteriormente assassinado com o aparente envolvimento dos serviços de segurança russos (e o possível envolvimento do próprio Putin) em 2015. Outro dos principais líderes, Alexei Navalny, foi envenenado em 2020, aparentemente pelo FSB, e depois foi preso numa colónia de trabalho sob acusações amplamente consideradas motivadas politicamente, antes de morrer em circunstâncias suspeitas em 2024, pouco antes das eleições presidenciais, com apenas 47 anos. Vladimir Kara-Murza, outra figura-chave nos protestos, sobreviveu mais tarde a suspeitas de envenenamento em 2015 e 2017, antes de ser preso durante 25 anos por acusações amplamente consideradas politicamente motivadas em 2022. Ilya Yashin, outro líder importante dos protestos, foi também outra figura condenada por acusações de motivação política após a invasão da Ucrânia pela Rússia em 2022. O manifestante Dmitry Bykov também foi envenenado em 2019, tendo sido perseguido pelos mesmos agentes do FSB que envenenaram Navalny em 2020.

## Oposição
Os estudiosos da geopolítica internacional Paul J. Bolt e Sharyl N. Cross afirmam que "Moscou e Pequim partilham visões quase indistinguíveis sobre as potenciais ameaças à segurança interna e internacional colocadas pelas revoluções coloridas, e ambas as nações consideram estes movimentos revolucionários como sendo orquestrados pelos Estados Unidos e pelos seus parceiros democráticos ocidentais para promover ambições geopolíticas".

## Padrão de revolução
Michael McFaul identificou sete estágios de revoluções políticas bem-sucedidas, comuns em revoluções coloridas:
1. Um regime semi-autocrático em vez de totalmente autocrático
2. Um titular impopular
3. Uma oposição unida e organizada
4. Uma capacidade de rapidamente enfatizar que os resultados da votação foram falsificados
5. Meios de comunicação social independentes suficientes para informar os cidadãos sobre o voto falsificado
6. Uma oposição política capaz de mobilizar dezenas de milhares ou mais manifestantes para protestar contra a fraude eleitoral
7. Divisões entre as forças coercivas do regime